# حادثة بيتريتش
 حادثة بيتريتش أو حرب الكلب الضال هي غزو يوناني قصير لبلغاريا بالقرب من بلدة بيتريتش الحدودية عام 1925، نتيجة لمشاكل أقليات، وسببت الكثير من الخلافات بين اليونان وبلغاريا في فترة ما بعد الحرب العالمية الأولى.

## الأحداث
بدأت الأحداث في 22 أكتوبر، عندما ركض جندي يوناني وراء كلبه الذي ضلّ طريقه وعبر الحدود اليونانية، لذا تسمّى أحيانًا بـ «حرب الكلب الضال». أطلق حرس الحدود البلغار النار على الجندي اليوناني. ووفقا للجيش اليوناني، فإن نقيب يوناني أيضًا قتل.
نظرًا للمناخ السياسي المتوتر، تصعّد الموقف، وردًا على ذلك، أرسلت الحكومة اليونانية الدكتاتورية بقيادة الجنرال ثيودوروس بنغالوس قوة عسكرية إلى بلغاريا، في محاولة لاحتلال بيتريتش. كما بعثت برسالة إلى الجانب البلغاري تطالب بـ:
1. معاقبة قادة القوة البلغارية المسئولة عن إطلاق النار على الجنود اليونانيين.
2. اعتذار رسمي من الحكومة البلغارية عن الحادث.
3. تعويض بستة ملايين دراخمة يونانية لعائلات الضحايا.

وأعطيت بلغاريا مهلة 48 ساعة لقبول المطالب اليونانية.

## التدخل الدولي
أمرت بلغاريا قواتها بالمقاومة فقط، وطلبت من عصبة الأمم تسوية النزاع. وفي الوقت ذاته، نظمت «منظمة مقدونيا الداخلية الثورية» وحرس الحدود البلغار، الخطوط الدفاعية ضد اليونانيين بالقرب بيتريتش، ومنعتهم من دخول المدينة. على الجانب الآخر، إدعت اليونان أنها ليست مهتمة باحتلال أراضي بلغارية، لكنها تطالب فقط بالتعويض.
لم تدين عصبة الأمم الغزو اليوناني، ولكنها دعت إلى انسحاب اليونان ودفع بلغاريا للتعويضات. قبلت اليونان ذلك الطلب، وفرضت غرامة مالية قدرها 45,000 £، وقتل اليونانيون أكثر من 50 شخص معظمهم من المدنيين البلغاريين. وقد اعترضت اليونان على التفاوت بين معالجة عصبة الأمم لهذه الحادثة ومعالجتها لمشكلتها مع إيطاليا في حادثة كورفو عام 1923، عندما احتلت القوات المسلحة الإيطالية في جزيرة كورفو اليونانية انتقاما لمقتل الجنرال الإيطالي إنريكو تيلليني أثناء ترسيم الحدود اليونانية-الألبانية.

## إنظر أيضًا
- كلاب الشغب
- حرب الخنزير